# مارین مرسن
مارین مرسن یا مارین مرسنوس (به فرانسوی: Marin Mersenne) کشیش، فیلسوف، ریاضی‌دان، خداشناس و نظریه‌پرداز موسیقی اهل فرانسه بود. وی گاهی «پدر صوت‌شناسی» خوانده می‌شود. مرسن از دوستان رنه دکارت بود.

## زندگی
وی در خانواده‌ای روستایی در نزدیکی سارت، فرانسه متولد شد و در سال ۱۶۱۳ پس از تحصیل در مدارس دینی و کلیساهای لومان و پاریس درجات مقدس خود را دریافت کرد. مرسن در سال ۱۶۴۸ و بر اثر آبسه ریوی درگذشت.

### جهان‌بینی
گفته می‌شود او یسوعی بوده و تحصیلات‌اش را در کالجِ یسوعی فلش انجام داده‌است جایی که معاصر رنه دکارت بوده‌است. وی هیچ‌گاه وارد پویش یسوعی نشد و برعکس در سال ۱۶۱۱ وارد مؤسسه دینی منیمه شد.
مرسن پیرو فیثاغورثیان بود و از نظریه هماهنگی جهانی کپلر نیز پیروی می‌کرد اما از این ایده‌آلیسم برگشت و در سال ۱۶۲۳ منتقد مسیحیت قبالی شد.

## کارهای علمی
اعداد اول مرسن یکی از کارهای مهم وی در زمینهٔ علومِ ریاضی هستند که هنوز مورد کاوش‌اند. همچنین کارهای دینیِّ محضی در دفاع از کاتولیک در مقابل خداناباوران و دئیست‌ها نگاشته‌است.

## یادکردها
1. ↑  http://www-history.mcs.st-andrews.ac.uk/Biographies/Mersenne.html
2. ↑  Pierre Sergescu, "Mersenne l'animateur (8 septembre 1588 - ler septembre 1648)» , Revue d'histoire des sciences et de leurs applications, vol. 2, 1948, p. 5-12 (DOI 10.3406/rhs.1948.2726, lire en ligne [archive]).
3. ↑  Robert Lenoble: Quelques aspects d'une révolution scientifique [archive].